# 신우성
신우성(申友城, 1997년 1월 8일~)은 대한민국의 럭비 선수이다.